# Захер, Анна
Анна Мария За́хер (нем. Anna Maria Sacher, урожд. Фукс (нем. Fuchs); 2 января 1859, Вена — 25 февраля 1930, Вена) — австрийская предпринимательница, владелица венского отеля «Захер», невестка его основателя Франца Захера.

## Биография
Анна Захер — дочь мясника Иоганна Фукса, выросла в австрийской столице, где училась в школе и помогала отцу в мясной лавке. В 1880 году Анна вышла замуж за кондитера и владельца отеля Эдуарда Захера, сына Розы и Франца Захер. Свёкор являлся автором рецепта всемирно известного торта «Захер», который позднее продавался в кондитерской при отеле. В браке с Эдуардом у Анны родилось двое сыновей, Эдуард и Кристоф.
В 1876 году Эдуард открыл в Вене отель на улице Филармоникерштрассе, который спустя несколько лет обрёл заслуженную славу за свою элегантность, эксклюзивность и высокий уровень кулинарного искусства. После смерти мужа в 1892 году отелем управляла Анна. В последующие десятилетия благодаря её кулинарному опыту и уникальному стилю управления отель по праву занял почётное место среди самых известных отелей Европы. Анна Захер, как и её муж, получила почётное звание поставщика императорского двора.
Анна Захер удостоилась многочисленных премий на кулинарных выставках. Она запомнилась своей любовью к сигарам и маленьким французским бульдогам. В 1929 году Анна Мария Захер оставила управление отелем в связи с серьёзными финансовыми проблемами. С 1934 года в результате конкурсного производства отель «Захер» перешёл в собственность семьи Гюртлер.

## В кино
- В 1939 году на немецкие экраны вышел художественный фильм «Отель „Захер“», в котором роль хозяйки отеля Анны Захер исполнила Гедвига Бляйбтрой[4].
- В 2016 году вышел австрийско-немецкий мини-сериал «Захер: История соблазна», в котором роль Анны Захер исполнила Урсула Штраус[5].